# Yoneo Ishii
Yoneo Ishii, né le 10 octobre 1929 à Tokyo et décédé le 12 février 2010, est un historien japonais de la Thaïlande.

## Biographie
Passionné de radio, il commença des études en télécommunications à la Faculté des sciences de l’université Wasedade Tokyo. Pourtant, intéressé par et doué pour les langues, il s'inscrivit en 1949 à la Faculté de littérature où il étudia les langues anciennes (grec, latin et sanscrit) et les langues européennes modernes. Sur la suggestion du professeur Hideo Kobayashi, traducteur de Ferdinand de Saussure, dont il suivait les cours pour le plaisir, il décida de se tourner vers les langues asiatiques et quitta l'Université Waseda pour l'Université de Tokyo des études étrangèresoù il commença l'apprentissage du thaï. Entré par concours au Ministère des Affaires étrangères du Japon, il obtint en 1957 une assignation à Bangkok où il polit son étude du thaï en séjournant dans une famille, en prenant des cours et en devenant bonze pour trois mois. En tant qu'interprète auprès de l'Ambassade du Japon à Bangkok, il participa aux négociations entre les Premiers ministres Hayato Hikeda et Sarit Thanarat pour régler les "dettes" contractées pendant la guerre par la Thaïlande, ce qui lui valut une décoration de la part du gouvernement thaï. De plus, au début des années 1960, le Japon commençait à s'intéresser à l'Asie du Sud-Est comme plate-forme d'échanges économiques et Yoneo Ishii fut au cœur des conversations que les hommes politiques et les hommes d'affaires japonais tenaient avec leurs homologues de la région.
Rappelé en 1963 au Ministère des Affaires étrangères de Tokyo, il fut vite demandé par l'Université de Kyoto qui créait alors un centre d'études de l'Asie du Sud-Est. Sans aucun titre universitaire, il fut vite nommé Maître-assistant, puis professeur. Il devait rester 25 années dans ce Centre, dont 5 comme directeur. L'un des premiers programmes multidisciplinaires qu'il mena à terme fut publié sous le titre: "Thailand: A Rice-Growing Society".
Ce n'est qu'en 1975 qu'il passa son doctorat sur les relations de l'état siamois avec le bouddhisme qui fut traduit sous le titre "Sangha, State, and Society: Thai Buddhism in History".
En 1990, il fut appelé par l'université Sophia pour y diriger l'Institut des cultures asiatiques. Il assura également la direction du Centre des études extrême-orientales de l'Unesco à Tokyo et celle du Centre des documents historiques des Archives nationales du Japon. Il fut aussi recteur de l'Université Kanda des études internationales. Pour finir, il présida les Instituts nationaux pour les Humanités.
Ses recherches furent axées sur le bouddhisme dans lequel il voyait la source des valeurs des siamois, puis sur l'histoire comme lieu de l'articulation de ces valeurs avec la réalité, et enfin sur le droit comme instrument de régulation de cette articulation. La connaissance  des langues européennes et asiatiques lui permettait une grande largeur de vue et un accès aux sources sans égal.
Yoheo Ishii peut être considéré comme le père des études thaïes au Japon. Il a laissé à tous ceux qui l'ont fréquenté le souvenir d'une homme d'une haute conscience professionnelle doublée de l'humour et de la modestie des vrais savants.

## Sources
- Yoneo Ishii, "Commemorative Lecture", Fukuoka, 1995.
- Vasana Chinvarakorn, "An Academic affair: Japan's foremost Thai scholar Yoneo Ishii discusses his long relationship with the kingdom"; Bangkok Post, February 28, 2008.
- Chris Baker, "Book Review: Kueng sattawat bon senthang thai seuksa (A half-century in Thai Studies) by Yoneo Ishii". Bangkok Post, August 11, 2009.
- Sakurai Yumio Professor Ishii Yoneo and his achievements.

## Publications
- Ishii, Yoneo  (ed.), Thailand: A Rice-Growing Society", Honolulu, University Press of. Hawaii, 1978. L'ouvrage avait d'abord été publié en japonais sous le titre "Thaikoku: Hitotsu no Inasaku Shakai" (Tokyo, Sobunsha, 1975).
- Ishii, Yoneo, Sangha, "State, and Society: Thai Buddhism in History", Honolulu, The University of Hawaii Press, 1986.
- Ishii, Yoneo; Shibayama, Mamoru; Arunrat Wichiankhieo.  "Datchani khon kham nai Kotmai Tra Sam Duang = The computer concordance to the Law of the Three Seals", Bangkok, Samnakphim Amarin, 1990.
- Ishii, Yoneo (ed.), "The Junk Trade from Southeast Asia. Translations from the Tôsen-Fusetsu-gaki, 1674-1723", Singapore: Institute of Southeast Asian Studies, 1998.

## Prix et distinctions
- Prix de la culture asiatique de Fukuoka, (1994)